# Пасјак (Крушевац)
Пасјак је насељено место града Крушевца у Расинском округу. Према попису из 2022. било је 215 становника (према попису из 1991. било је 350 становника).

## Порекло имена
Постоје три легенде о настанку имена села Пасјак. Легенде су настале у народу.
Прво предање
Досељење владара и његове свите у Крушевац условило је досељење знатног броја дворских службеника и часника, трговаца, занатлија и већег броја војника са својим старешинама. Број становника Крушевца нагло је повећан и град је убрзо постао значајан привредни, војни и културни центар државе кнеза Лазара. О некадашњој величини Крушевца забележио је Радомир Илић, професор крушевачке гимназије, „народна традиција вели ово: Крушевац се некада пружао од села Пасјака (на југоистоку од Крушевца) до Мачковца (три четвртине часа западно од Крушевца). Једном приликом појурио је неки пас мачку тамо где је сад Пасјак, мачка побегне на кров и одатле све преко кровова дође до Мачковца где сиђе на земљу. Отуда и име Пасјак и Мачковац“.
Друго предање
Комити - пљачкаши који су логоровали на терену данашњег Пасјака су са овог скровитог места контролисали и сачекивали турске и друге трговце који су из Цариграда возили робу према Београду. Као што је познато, преко рибарске котлине и поред непосредне близине Паруновца, пролазио је цариградски друм. Ови комити имали су страшног пса - вучјака, који је јачи него цела комитска дружина. И у препадима на трговце и рабаџије, овај пас је одигравао велику улогу, јер су се трговци и рабаџије више од њега плашили него од комита. Једноставно, када су видели како овај пас према њима јури, безглаво су остављали кола с воловима или коњима и спашавали на тај начин главу. Наравно, ову погодност користили су комити и немилосрдно пљачкали. Када се на овом терену неким комитама живот усладио, један број њих је одлучио да ту подигну куће и за трајније време остану. И када су одлучивали о називу села, у знак сећања на јаког пса верује се да је и село добило име - Пасјак.
Треће предање
Мештани кажу да је село име добило по потоку који и данас кроз село протиче. Поток је, пак, добио име по томе што је био онда и данас стендиште паса из целе околине. Отуда име потоку Пасји поток, па и име села - Пасјак.

## Пасјак кроз историју
Ослобођени Пасјак (1833. године)
Информације о Пасјаку налазимо тек у периоду када је ослобођен Крушевац 1833. године од Турака када се воде евиденције становништва у селима крушевачке нахије. Једини податак из ранијег периода је карта крушевачког санџака из 1530. године где се помиње село Пасјак и многа друга села која и данас постоје на простору Расинског округа.
По тефтеру из 1837. године помињу се породице у Пасјаку са презименима Аћимовић, Андрејић, Ратковић, Влајић, Вучић, Милојевић, Петковић и Ђурђевић.
У тефтерима и пописима су, обично, уписивани само мушкарци или само домаћини породица:
- Јаков Ђурђевић, чиновник суда крушевачког. Изабран 1836. године
- Живко Андрејић
- Живан Андрејић
- Милоје Влајић, рођак Гојка Влајића - првог трговца у том времену који је трговао са Турцима, првог лекара - видара у Европи који је лечио људе акупунктуром.
- Јован Јаћимовић
- Стојан Јаћимовић
- Мијаило Јаћимовић
- Милоје Ратковић
- Милић Ратковић
- Радивоје Вучић
- Велисав Вучић
- Петко Милојевић

Други светски рат
У ноћи између 13. и 14. октобра 3. српска бригада је извршила премештање јединица и 14. октобра заузела простор село Мали Шиљеговац - село Кобиље - село Пасјак - Сталаћ - село Текије. Тада су добијени подаци да се у ширем рејону Крушевца налази око 5.000 немачких војника, четника Расинско-топличке групе корпуса, припадника српске државне страже и белогардијског руског заштитног корпуса.

## Знаменитости Пасјака
У Пасјаку се налази једна мала црква посвећена светом Николи Младом. Подигнута је 1933. године на темељима давно порушене цркве чији су остаци, икона светог Николе и крст нађени 1930. године.
Пасјак има и четвороразредну школу која припада као огранак школе „Владислав Савић Јан“ из Паруновца. Школа је почела са радом 1937. године.
Поред пута који води из правца Крушевца ка центру Пасјака налази се спомен-чесма посвећена погинулим ратницима НОБ-а.

## Демографија
У насељу Пасјак живи 268 пунолетних становника, а просечна старост становништва износи 46,8 година (44,9 код мушкараца и 48,4 код жена). У насељу има 96 домаћинстава, а просечан број чланова по домаћинству је 3,25.
Ово насеље је великим делом насељено Србима (према попису из 2002. године), а у последња три пописа, примећен је пад у броју становника.
|  |

| Демографија | Демографија | Демографија |
| Година      | Становника  | Становника  |
| ----------- | ----------- | ----------- |
| 1948.       | 469         |             |
| 1953.       | 499         |             |
| 1961.       | 491         |             |
| 1971.       | 465         |             |
| 1981.       | 403         |             |
| 1991.       | 350         | 346         |
| 2002.       | 312         | 320         |
| 2011.       | 244         |             |

| Етнички састав према попису из 2002.‍ | Етнички састав према попису из 2002.‍ | Етнички састав према попису из 2002.‍ | Етнички састав према попису из 2002.‍ | Етнички састав према попису из 2002.‍ |
| ------------------------------------ | ------------------------------------ | ------------------------------------ | ------------------------------------ | ------------------------------------ |
|                                      |                                      |                                      |                                      |                                      |
| Срби                                 | Срби                                 |                                      | 303                                  | 97,11%                               |
| Роми                                 | Роми                                 |                                      | 6                                    | 1,92%                                |
| непознато                            | непознато                            |                                      | 1                                    | 0,32%                                |

| Година пописа     | 1948. | 1953. | 1961. | 1971. | 1981. | 1991. | 2002. |
| ----------------- | ----- | ----- | ----- | ----- | ----- | ----- | ----- |
| Број домаћинстава | 95    | 104   | 111   | 106   | 101   | 102   | 96    |

| Број чланова      | 1  | 2  | 3  | 4  | 5 | 6 | 7 | 8 | 9 | 10 и више | Просек |
| ----------------- | -- | -- | -- | -- | - | - | - | - | - | --------- | ------ |
| Број домаћинстава | 18 | 19 | 21 | 18 | 8 | 6 | 4 | 1 | 1 | 0         | 3,25   |

| Пол    | Укупно | Неожењен/Неудата | Ожењен/Удата | Удовац/Удовица | Разведен/Разведена | Непознато |
| ------ | ------ | ---------------- | ------------ | -------------- | ------------------ | --------- |
| Мушки  | 127    | 28               | 91           | 4              | 3                  | 1         |
| Женски | 149    | 15               | 93           | 40             | 1                  | 0         |
| УКУПНО | 276    | 43               | 184          | 44             | 4                  | 1         |

| Пол    | Укупно                    | Пољопривреда, лов и шумарство | Рибарство                            | Вађење руде и камена | Прерађивачка индустрија       |
| ------ | ------------------------- | ----------------------------- | ------------------------------------ | -------------------- | ----------------------------- |
| Мушки  | 65                        | 16                            | 1                                    | 0                    | 34                            |
| Женски | 48                        | 29                            | 0                                    | 0                    | 10                            |
| УКУПНО | 113                       | 45                            | 1                                    | 0                    | 44                            |
| Пол    | Производња и снабдевање   | Грађевинарство                | Трговина                             | Хотели и ресторани   | Саобраћај, складиштење и везе |
| Мушки  | 1                         | 4                             | 3                                    | 2                    | 2                             |
| Женски | 0                         | 0                             | 4                                    | 3                    | 0                             |
| УКУПНО | 1                         | 4                             | 7                                    | 5                    | 2                             |
| Пол    | Финансијско посредовање   | Некретнине                    | Државна управа и одбрана             | Образовање           | Здравствени и социјални рад   |
| Мушки  | 0                         | 0                             | 0                                    | 1                    | 0                             |
| Женски | 0                         | 0                             | 0                                    | 1                    | 1                             |
| УКУПНО | 0                         | 0                             | 0                                    | 2                    | 1                             |
| Пол    | Остале услужне активности | Приватна домаћинства          | Екстериторијалне организације и тела | Непознато            | Непознато                     |
| Мушки  | 1                         | 0                             | 0                                    | 0                    | 0                             |
| Женски | 0                         | 0                             | 0                                    | 0                    | 0                             |
| УКУПНО | 1                         | 0                             | 0                                    | 0                    | 0                             |